# Lekkoatletyka na Letniej Uniwersjadzie 1970 - sztafeta 4 × 400 m mężczyzn
Sztafeta 4 × 400 metrów mężczyzn – jedna z konkurencji rozegranych podczas zawodów lekkoatletycznych letniej uniwersjady w Turynie w roku 1970. Areną zmagań sprinterów był stadion miejski. Złoty medal wywalczyła reprezentacja Stanów Zjednoczonych ustanawiając nowy rekord uniwersjady.

## Rekordy
| Rekord świata      | Stany Zjednoczone | 2,56.2 | 20 października 1968, Meksyk |
| Rekord uniwersjady | Niemcy            | 3,06.7 | 1967, Tokio                  |

## Przebieg zawodów
Do biegu sztafetowego zgłoszono tylko osiem reprezentacji narodowych. W związku z tą sytuacją rozegrano tylko bieg finałowy. 

### Finał
| Pozycja | Reprezentacja     | Rezultat   |
| ------- | ----------------- | ---------- |
|         | Stany Zjednoczone | 3,03.3 NUR |
|         | ZSRR              | 3,04.2     |
|         | Francja           | 3,04.4     |
| 4.      | Wielka Brytania   | 3,05.3     |
| 5.      | RFN               | 3,06.3     |
| 6.      | Włochy            | 3,08.3     |
| 7.      | Kuba              | 3,09.5     |
| 8.      | Portugalia        | 3,17.4     |

- NUR – nowy rekord uniwersjady